# Apanteles nycteus
Apanteles nycteus är en stekelart som beskrevs av De Saeger 1944. Apanteles nycteus ingår i släktet Apanteles och familjen bracksteklar. Inga underarter finns listade i Catalogue of Life.